# Batu Mesjid
Batu Mesjid är ett berg i Indonesien.   Det ligger i provinsen Aceh, i den västra delen av landet, 1 600 km nordväst om huvudstaden Jakarta. Toppen på Batu Mesjid är 880 meter över havet.
Terrängen runt Batu Mesjid är huvudsakligen kuperad, men norrut är den bergig. Trakten runt Batu Mesjid är nära nog obefolkad, med mindre än två invånare per kvadratkilometer. I omgivningarna runt Batu Mesjid växer i huvudsak städsegrön lövskog.